# Beija-flor-roxo
Colibri-de-queixo-branco ou beija-flor-roxo (Chlorestes cyanus) é uma espécie de beija-flor da família Trochilidae.

## Subespécies
São reconhecidas cinco subespécies:
- Chlorestes cyanus cyanus (Vieillot, 1818) - ocorre na região costeira do leste do Brasil; dos estados de Pernambuco até o estado do Rio de Janeiro;
- Chlorestes cyanus viridiventris (Berlepsch, 1880) - ocorre da Colômbia até as Guianas, no sul da Venezuela e no norte do Brasil;
- Chlorestes cyanus griseiventris (Grantsau, 1988) - ocorre na região costeira do sudeste do Brasil; do estado de São Paulo até o nordeste da Argentina na região de Buenos Aires.
- Chlorestes cyanus rostrata (Boucard, 1895) - ocorre do leste do Peru até o nordeste da Bolívia e no oeste do Brasil, ao sul do rio Amazonas e a leste do rio Madeira.
- Chlorestes cyanus conversa (Zimmer, 1950) - ocorre do leste da Bolívia até o norte do Paraguai e no Brasil no estado de Mato Grosso do Sul.